# Amul
Amul – indyjska spółdzielnia mleczarska z siedzibą w Anand w stanie Gudźarat utworzona w 1946. Jest spółdzielczą marką zarządzaną przez spółdzielnię Gujarat Co-operative Milk Marketing Federation Ltd. (GCMMF), która dziś jest wspólną własnością 3,6 mln producentów mleka w Gudźarat. Amul pobudził indyjską tzw. Białą Rewolucję, która uczyniła kraj największym na świecie producentem mleka i przetworów mlecznych.
Amul było zarządzane przez Tribhuvandasa Patel pod przewodnictwem Sardara Vallabhbhai Pateli. W związku z tym w 1946 powstał Kaira District Milk Union Limited (później przemianowany na Amul). Tribhuvandas został przewodniczącym założycielem organizacji i kierował nią do czasu przejścia na emeryturę w latach 70. Zatrudnił Dr. Verghese Kurien w 1949. Przekonał Dr. Kurien do pozostania i pomocy w misji. Pod przewodnictwem Tribhuvandasa, Dr. Kurien był początkowo dyrektorem generalnym i pomagał w kierowaniu technicznymi i marketingowymi wysiłkami Amul. Następnie był przewodniczącym Amul krótko po śmierci Tribhuvandasa Patela w 1994. Sukces marketingowy Amul jest przypisywany właśnie Kurienowi. Amul wkroczył na rynki zagraniczne.

## Historia
Spółdzielnia Amul została zarejestrowana 19 grudnia 1946 i stanowiła odpowiedź wyzysk marginalnych producentów mleka przez handlarzy lub agentów z małych miast, którzy transportowali mleko do przedsiębiorstwa Polson. Ceny mleka były ustalane arbitralnie. Rząd przyznał Polsonowi prawo monopolistyczne na odbieranie mleka z Kheda i dostarczanie go do Bombaju.
Rozgniewani nieuczciwymi praktykami handlowymi rolnicy z Khedy zwrócili się do Sardar Vallabhbhai Patel pod kierownictwem lokalnego lidera rolników Tribhuvandasa K. Patela. Doradzał im, aby założyli spółdzielnię (Kaira District Co-operative Milk Producers' Union) i dostarczali mleko bezpośrednio do Bombay Milk Scheme zamiast Polsonu (który robił to samo, ale dawał im niskie ceny). Wysłał Morarji Desai, aby zorganizował rolników. W 1946 doszło do strajku mleczarzy z tego obszaru, co doprowadziło do powstania spółdzielni do skupu i przetwórstwa mleka. Zbiór mleka był zdecentralizowany, ponieważ większość producentów była rolnikami z marginesu, którzy mogli dostarczać co najwyżej 1-2 litry mleka dziennie. Dla każdej wsi utworzono również spółdzielnie. Do czerwca 1948 KDCMPUL rozpoczął pasteryzację mleka na potrzeby "'Bombay Milk Scheme’’. Pod bezinteresownym przewodnictwem Tribhuvandasa Patela, w 1973, Amul świętował 25. rocznicę wraz z Morarji Desai, Manibenem Patel i Verghese Kurien.
Spółdzielnia była dalej rozwijana i zarządzana przez dr Verghese Kurien z H. M. Dalayą. Innowacja Dalayi polegająca na wytwarzaniu chudego mleka w proszku z mleka bawolego (po raz pierwszy na świecie), a nieco później, z pomocą Kuriena, na skalę komercyjną, doprowadziła do powstania pierwszego nowoczesnego zakładu mleczarskiego spółdzielni w Anand, który konkurował z istniejącymi na rynku podmiotami. Sukcesy trio (T. K. Patel, Kurien i Dalaya) w mleczarni spółdzielni szybko rozprzestrzeniły się na okolice Anand w Gudźarat. W krótkim czasie utworzono pięć związków w innych dzielnicach - Mehsana, Banaskantha, Baroda, Sabarkantha i Surat - zgodnie z podejściem określanym czasem jako wzór Ananda.
W 1970 Amul stało na czele Białej Rewolucji w Indiach. Aby połączyć siły i rozszerzyć rynek, jednocześnie oszczędzając na reklamie i unikając konkurowania ze sobą, w 1973 powołano do życia Gujarat Co-operative Milk Marketing Federation Ltd., największym obiektem marketingowym tych okręgowych spółdzielni. Kaira Union, która od 1955 nosiła nazwę Amul, przekazała ją GCMMF. W 1999 zostało wyróżnione krajową nagrodą jakości Rajiva Gandhiego "Best of all".
Rozwój technologiczny w Amul rozszerzył się następnie na inne części Indii. GCMMF jest największą organizacją produkcyjną towarów spożywczych w Indiach. Jest to największa organizacja spółdzielni mleczarskich w Gudźarat. Jest to także wyłączna organizacja marketingowa dla produktów marki Amul i Sagar. W ciągu ostatnich pięciu i pół dekady spółdzielnie mleczarskie w Gudźarat stworzyły sieć gospodarczą, która łączy ponad 3,1 miliona wiejskich produktów mlecznych z milionami konsumentów w Indiach.
30 września 2018 premier Narendra Modi otworzył fabrykę czekolady Amul w Mogarze, Anand w pobliżu swojej siedziby. Nowa fabryka pracowała z większą wydajnością 1000 ton miesięcznie w porównaniu z wcześniejszymi 250 tonami miesięcznie. Jest to w pełni zautomatyzowany zakład produkcyjny z minimalną ingerencją człowieka.

## Produkty UHT
Na przestrzeni lat Amul doświadczał wzrostu o 53% w sektorze produktów UHT. Długoważne produkty UHT dla populacji miejskich, takie jak Amul Taaza, które są pakowane w kartony Tetra Pak, są poddawane obróbce UHT w celu usunięcia wszystkich szkodliwych mikroorganizmów przy jednoczesnym zachowaniu wartości odżywczych w mleku. Amul sprzedaje około 400 000-500 000 litrów mleka UHT i innych produktów o wartości dodanej dziennie i prognozuje, że popyt ten będzie nadal rósł na poziomie 25%. Produkty tego rodzaju umożliwiły firmie Amul zdobycie pozycji lidera rynku w segmencie mleka opakowanego bez konieczności utrzymywania łańcucha chłodniczego.

## Marketing
W 1966 Amul zatrudnił Sylvestra da Cunha, dyrektora zarządzającego agencji reklamowej, do zaprojektowania kampanii reklamowej dla Amul Butter. DaCunha zaprojektował kampanię jako serię ogłoszeń o tematyce bieżącej, związanych z codziennymi sprawami. Stała się ona popularna i zdobyła Rekord Świata Guinnessa za najdłuższą kampanię reklamową na świecie. W latach 80. artysta komiksowy Kumar Morey i scenarzysta Bharat Dabholkar byli zaangażowani w szkicowanie reklam Amul; ten ostatni odrzucił trend wykorzystywania gwiazd w kampaniach reklamowych. Dabholkar przypisał prezesowi Verghese Kurien stworzenie swoodnej atmosfery, która sprzyjała rozwojowi reklamy.
Pomimo kilkukrotnego napotkania na naciski polityczne, agencja DaCunha nie wycofała się. Niektóre z bardziej kontrowersyjnych reklam Amul zawierają komentarz na temat powstania Naskalitów w Zachodnim Bengalu, strajku pracowników indyjskich linii lotniczych oraz obraz dziewczyny Amul w czapce Gandhiego.
W 2013 Amul zamieściło na Twitterze zdjęcie przedstawiające dziewczynę z masłem Amul, sugerując, że "wolność wyboru" zmarła w 2013, w sprzeciwie wobec Sądu Najwyższego Indii, który uchylił wyrok Delhi High Court i ponownie uznał homoseksualizm za przestępstwo.
17 października 2016 Amul Girl świętowała 50 lat od kiedy po raz pierwszy pojawiła się w ogłoszeniu tematycznym zatytułowanym „Thoroughbread”. W reklamie pokazano dżokejkę trzymającą kromkę chleba podczas sezonu wyścigów konnych w 1966. Psotna dziewczyna Amul pojawiła się po raz pierwszy jeszcze wcześniej, a Eustace Fernandez pokazał ją modlącą się na dobranoc, mrugającą, oblizującą usta i mówiącą "Daj nam dzisiaj chleb powszedni: z masłem Amul".
Ich reklama o Aagey Badhta Hai India spotkała się z doskonałą reakcją publiczności. Obrazowała, jak ich mleko jest postrzegane jako produkt gospodarstwa domowego, dodając do tego chwytliwą melodię. Ma prawie 2 miliony odsłon na YouTube.

## W kulturze popularnej
Powstanie Amul znane jest jako Biała Rewolucja. Zainspirowała ona znanego indyjskiego filmowca Shyama Benegala, do oparcia na nim swojego filmu Manthan (1976). Dzieło zostało sfinansowane przez ponad pół miliona rolników wiejskich z Gudźarat, którzy wnieśli po 2 rupie indyjskie do swojego budżetu. Po premierze, rolnicy ci pojechali ciężarówkami, aby obejrzeć "swój" film, co uczyniło go komercyjnym sukcesem. Manthan zdobył National Film Award dla najlepszego filmu fabularnego w Indiach podczas 24. edycji National Film Awards w 1977.